# Golfe de Tribugá
Le golfe de Tribugá (espagnol : golfo de Tribugá) est un golfe de l'océan Pacifique sur la côte du département colombien de Chocó. 

## Géographie
Du nord au sud, le golfe de Tribugá mesure approximativement 60 km. Les municipalités baignées sont Bahía Solano à l'extrême nord et Nuquí, cette dernière étant la principale ville bordière du golfe.
Au nord se trouve un autre golfe, le golfe de Cupica.